# James Miller (Medal of Honor)
Pour les articles homonymes, voir James Miller.
James Miller (21 septembre 1836 - 4 mars 1914) était un marin de la marine américaine (US Navy) et un récipiendaire de la plus haute décoration militaire des États-Unis, la Medal of Honor, pour ses actions pendant la guerre civile américaine.

## Biographie
D'origine norvégienne, Miller est né au Danemark le 21 septembre 1836 et s'est engagé dans la marine américaine depuis le Massachusetts. Il sert à bord de la canonnière à vapeur Marblehead. Lors de la bataille de Legareville sur l'île de Johns (près de Legareville, en Caroline du Sud), sur la rivière Stono, le 25 décembre 1863, il continua à prendre des sondages sous le feu de l'ennemi. Pour sa conduite à cette occasion, le Quartier-maître (Quartermaster) James Miller a reçu la Medal of Honor et a été promu Acting Master's Mate.
Miller meurt le 4 mars 1914 à l'âge de 77 ans et est enterré à Philadelphie en Pennsylvanie.

### Citation pour la médaille d'honneur
La citation officielle de la médaille d'honneur du quartier-maître Miller se lit comme suit :
A servi comme quartier-maître à bord de la canonnière à vapeur américaine USS Marblehead au large de Legareville, sur la rivière Stono, le 25 décembre 1863, lors d'un engagement avec l'ennemi sur l'île de John. Agissant courageusement sous le feu nourri de l'ennemi, Miller s'est comporté avec bravoure tout au long de l'engagement, qui s'est soldé par le retrait de l'ennemi et l'abandon de ses armes.

## Hommage
L'US Navy a nommé, en son honneur, un destroyer de la classe Fletcher ayant servi pendant la Seconde Guerre mondiale et la guerre de Corée: l'USS Miller (DD-535).

## Source
- (en) Cet article est partiellement ou en totalité issu de l’article de Wikipédia en anglais intitulé « James Miller (Medal of Honor) » (voir la liste des auteurs).